# Peter De Ridder
Pour les articles homonymes, voir De Ridder.
Peter-Jozef De Ridder, né le 4 mars 1970 à Willebroek, est un homme politique belge, membre du Sp.a.
Il est licencié en sciences politiques.

## Mandats
- Conseiller communal de Boom : 1994-
- Conseiller provincial d'Anvers : 2000-2001
- Député au Parlement flamand : 1995-2004
- Membre du Parlement du Benelux